# John Dirk Walecka
John Dirk Walecka, oft zitiert als J. Dirk Walecka (*  11. März 1932 in Milwaukee) ist ein US-amerikanischer theoretischer Kernphysiker.

## Leben
Walecka studierte an der Harvard University (Bachelor 1954) und promovierte 1958 bei Victor Weisskopf am Massachusetts Institute of Technology. 1958/59 war er als Fellow der National Science Foundation am CERN und danach an der Stanford University, wo er 1960 Assistant Professor und 1966 Professor wurde. 1977 bis 1982 stand er dort der Physik-Fakultät vor und ab 1987 war er dort Professor Emeritus. 1986 bis 1992 war er wissenschaftlicher Direktor der Continuous Electron Beam Accelerator Facility (CEBAF) in Newport News, Virginia. Ab 1992 war er Professor am College of William and Mary (Distinguished CEBAF Professor of Physics), wo er dem Kernphysik Institut und der Physik-Fakultät vorstand. Ebenfalls ab 1992 war er an der Thomas Jefferson National Accelerator Facility.
Er ist Verfasser eines Standardwerks zur quantenmechanischen Vielteilchentheorie mit Alexander Fetter und eines Buchs über Vielteilchenmethoden in der theoretischen Kernphysik. Er befasste sich insbesondere mit Elektronenstreuung an Kernen.
1991 war er Distinguished Schiff Lecturer in Stanford. 1996 erhielt er den Tom-W.-Bonner-Preis für Kernphysik. 2009 erhielt er die Feenberg-Medaille für theoretische Beiträge zur elektroschwachen Wechselwirkung in Atomkernen, die Entwicklung relativistischer Feldtheorien des kernphysikalischen Vielteilchenproblems und einzigartigen Errungenschaften in der Unterrichtung einer Generation junger Vielteilchenphysiker in der Kernphysik (Laudatio).
2000 gab er die Vorlesungen über statistische Mechanik von Felix Bloch heraus (World Scientific).

## Schriften
- Theoretical nuclear and subnuclear physics, Oxford University Press 1996
- mit Alexander L. Fetter: Quantum theory of many particle systems, McGraw Hill 1971, Dover 2006
- mit Fetter: Theoretical mechanics of particles and continua, McGraw Hill 1980, Dover 2003
- mit Fetter: Nonlinear Mechanics, Dover 2006
- Introduction to General Relativity, World Scientific 2007
- Introduction to Modern Physics - Theoretical Foundations, World Scientific 2008
- Electron scattering for nuclei and nucleon structure, Cambridge University Press 2001
- mit T. W. Donnelly Electron scattering and nuclear structure, Annual Review of Nuclear Science, Bd. 25, 1975, S. 329–405
- Advanced Modern Physics, World Scientific Publishing, 2010
- Topics in Modern Physics: Theoretical Foundations, World Scientific Publishing, 2013